# Jristo Proikov
Jristo Proikov (en búlgaro: Христо Пройков; n. Sofía, Bulgaria, 11 de marzo de 1946) es un religioso y canonista búlgaro. Desde 1995 se desempeña como jefe de la Iglesia católica bizantina búlgara, Presidente de la Conferencia Episcopal Búlgara y Obispo Titular de Briula.

## Biografía
Nació el día 11 de marzo de 1946 en la capital búlgara, Sofía.
Después de finalizar sus estudios de primaria, descubrió que tenía vocación religiosa, por lo que decidió ingresar en el seminario.
El 6 de septiembre de 1970 fue ordenado diácono por el obispo Cirillo Kurtev. Y finalmente el 23 de mayo de 1971 fue ordenado recibió el sacramento del orden por el obispo Metodi Dimitrov Stratiev.
Años más tarde, en 1980 se trasladó hacia Italia para estudiar en el Pontificio Instituto Oriental (PIO) de la ciudad de Roma, donde se especializó en la carrera de Derecho Canónico.
En 1982 regresó a Bulgaria y pasó a ser párroco de la Catedral de la Dormición de Sofía. En diciembre de 1991 también se hizo cargo del periódico „Истина-Veritas“.
Ya el 18 de diciembre de 1993 fue elevado al episcopado, cuando el Papa Juan Pablo II le nombró Obispo Titular de la antigua sede eclesiástica de Briula y Obispo Coadjutor del Exarcado Apostólico de Sofía de la Iglesia católica bizantina búlgara.
Recibió su consagración episcopal a manos del propio pontífice el 6 de enero de 1994, en la Basílica de San Pedro de la Ciudad del Vaticano.
Tuvo como co-consagradores al cardenal Giovanni Battista Re y al entonces Secretario de la Congregación para la Evangelización de los Pueblos, Josip Uhač.
Posteriormente el 5 de septiembre de 1995, tras la renuncia del exarca Metodi Dimitrov Stratiev, fue nombrado en su sucesión como nuevo Exarca Apostólico de Sofía.
Ese mismo año también fue elegido como nuevo Presidente de la Conferencia Episcopal Búlgara, de la cual también preside la Comisión para el clero, la Comisión para la Educación Católica, Consejo de pastoral y emigrantes viajeros y el Consejo para el servicio de salud pastoral.
Cabe destacar que el 15 de noviembre de 2007 recibió el título honorífico de "Gran Cruz" de la Orden pro Merito Melitensi de la Soberana Orden Militar y Hospitalaria de San Juan de Jerusalén, de Rodas y de Malta. Ese mismo año pasó a ser miembro de la Comisión de las Conferencias Episcopales de la Comunidad Europea (COMECE).
El 15 de mayo de 2009 el Papa Benedicto XVI le encomendó la labor de Consultor en la Congregación para las Iglesias Orientales de la Santa Sede.
En octubre de 2018 fue uno de los participantes de la XV Asamblea General Ordinaria del Sínodo de los Obispo, cuyo tema era «Los jóvenes, la fe y el discernimiento vocacional».